# Rio Suippe
Suippe é um rio localizado na França, nos departamentos de Marne e Aisne. Tem 82 km de comprimento, uma bacia hidrográfica de 802 km² e é afluente do rio Aisne pela margem esquerda e sub-afluente do rio Sena, pelo rio Oise.